# Струганець Любов Василівна
Любо́в Васи́лівна Стругане́ць (нар. 25 липня 1967, м. Тернопіль) – український мовознавець і педагог, доктор філологічних наук (2003), професор (2004), Заслужений працівник освіти України (2016). Авторка понад 130 праць з культури мови, соціолінгвістики, лексикології та стилістики української мови, методики викладання української мови.

## Біографія
Народилася 25 липня 1967 року в м. Тернополі. Закінчила з відзнакою Тернопільський державний педагогічний інститут (1988). Працювала вчителькою української мови і літератури в середній школі № 24 м. Тернополя.
З 1989 року – викладач Тернопільського державного педагогічного інституту. Після навчання в аспірантурі захистила кандидатську дисертацію «Культура української мови і мовна особистість учителя» (1996; науковий керівник С. Я. Єрмоленко).
У 1998—2001 роках – докторант кафедри стилістики української мови Національного педагогічного університету імені М. Драгоманова (Київ).
У листопаді 2002 року в Інституті української мови НАН України захистила докторську дисертацію на тему «Динаміка лексичних норм в українській лексикографії ХХ століття».
З липня 2003 року – завідувач кафедри методики викладання української мови і культури мовлення Тернопільського державного (з серпня 2004 – національного) педагогічного університету імені Володимира Гнатюка. З 2014 р. завідує кафедрою української мови та методики її навчання.

## Науково-громадська діяльність
- Член редакційних колегій у наукових журналах:
1) Studia methodologica. Альманах Тернопільського національного педагогічного університету імені Володимира Гнатюка.
2) Наукові записки Тернопільського національного педагогічного університету імені Володимира Гнатюка. Серія: Мовознавство.
3) Медіапростір: збірник наукових статей із соціальних комунікацій (Тернопіль).
4) Лінгвостилістичні студії Східноєвропейського національного університету імені Лесі Українки (Луцьк).
- Член спеціалізованої вченої ради із захисту дисертацій у Тернопільському національному педагогічному університеті імені Володимира Гнатюка.
- Була представником Ліги українських меценатів на загальнонаціональному етапі XIII, XIV і XV Міжнародного конкурсу знавців української мови імені Петра Яцика.

## Творчий доробок
- Праці стосуються теоретичних засад культури мови як самостійної лінгвістичної дисципліни. Висвітлила соціально-історичну сутність її категоріального поняття – мовної норми. У культуромовній діяльності виділила особистісний і соціальний аспекти. Систематизувала комунікативні якості мовлення.
- На матеріалі словників простежила динаміку лексичних норм української літературної мови впродовж XX ст. Визначила мовні та позамовні чинники, що спричинюють розвиток української літературної мови та викликають кількісні та якісні зміни в її лексико-семантичній системі. Схарактеризувала типи трансформацій у семантичній структурі слів. Процеси нормування лексики висвітлила в культурно-історичному контексті, з урахуванням періодизації української літературної мови XX століття.
- Науковий керівник соціолінгвістичного дослідження «Мовний портрет м. Тернополя» (2010—2013), що мало на меті виявити стан мовної культури в обласному центрі. Методом анкетування досліджено рівень культури мови держслужбовців, журналістів, лікарів, студентів різних вишів, учнів загальноосвітніх навчальних закладів. Окреслено перспективи системної культуромовної діяльності в регіоні.
- Автор програми нормативної навчальної дисципліни «Культура мови» підготовки бакалавра напряму «6.020303 Філологія. Українська мова і література» (2013).
- Розробник автоматизованої інформаційної системи «Lexika». Впроваджує інформаційні технології в процес мовної освіти.

### Монографії
- Динаміка лексичних норм української літературної мови XX століття. – Тернопіль: Астон, 2002. – 352 с.
- Культура мови: Від теорії до практики. – Тернопіль: Навчальна книга–Богдан, 2015. – 219 с. (співавтор і редактор).

### Словники
- Культура мови: Словник термінів. – К. : Богдан, 2000. – 88 с.
- Українсько-англійський та англо-український словник термінів культури мови і стилістики. – Тернопіль, 2012. – 124 с. (співукладач).

### Навчальні й методичні посібники
- Теоретичні основи культури мови: Навч. посіб. – Тернопіль: Навчальна книга–Богдан, 1997. – 96 с.
- Практикум з культури мови: Методичні рекомендації для студ. філол. фак. і фак. іноземних мов. – Тернопіль: ТНПУ, 2010. – 92 с.
- Культура мови. Модульний курс: Навч. посіб. – Тернопіль: ТНПУ ім. В. Гнатюка, 2012. – 195 с.
- Основи наукового дослідження мовної культури соціуму: Навч. посібник. – Тернопіль: Вектор, 2015. – 162 с. (співавтор і редактор).

### Довідник
- Анотований бібліографічний покажчик праць із культури української мови у фахових періодичних виданнях кінця XX – початку XXI ст. – Тернопіль: Вектор, 2013. – 130 с. (співукладач).

### Вибрані статті
- Олена Пчілка як мовна особистість // Дивослово. – 1995. – № 2. – С. 33–35.
- Культуромовна діяльність учителя (Соціолінгвістичний аспект) // Дивослово. – 1997. – № 11. – С. 15–17.
- Процес архаїзації лексичних одиниць у сучасній українській літературній мові // Наука і сучасність: Зб. наук. пр. – Вип. 2, Ч.1. – К.: НПУ, 2000. – С. 234—243.
- Зміни соціальних конотацій лексичних одиниць української літературної мови у контексті суспільно-політичних трансформацій лінгвосоціуму // Мова і культура нації: Наук. зб. – Тернопіль, 2001. – С. 160—168.
- Репрезентація в українській лексикографії процесів утворення і зникнення омонімії // Наука і сучасність: Зб. наук. пр. – Т. 24. – 2001. – С. 235—244.
- Специфіка семантичного оновлення словникового складу української літературної мови // Наука і сучасність: Зб. наук. пр. – Т. 28. – 2001. – С. 237—248.
- Термінологізація лексичних одиниць сучасної української літературної мови // Наука і сучасність: Зб. наук. пр. – Т. 26. – 2001. – С. 255—268.
- Зміни синтагматичних і парадигматичних відношень між лексичними одиницями сучасної української літературної мови // Збірник праць Тернопільського міського осередку Наукового товариства ім. Т. Г. Шевченка. – Тернопіль: Рада, 2004. – Т. 1. – С. 41–49.
- Комп'ютерні технології в системі мовної освіти // Наукові записки ТНПУ ім. В. Гнатюка. Серія: Педагогіка. – 2004. – № 5. – С. 110—116.
- Українська мова (за фаховим спрямуванням): Програма. // Дивослово. – 2005. – № 9. – С. 38–42 (співавтор).
- Роль мовотворчості Івана Франка в процесі нормування лексико-семантичної системи української літературної мови // Лінгвостилістика: Об'єкт – стиль, мета – оцінка: Зб. наук. пр. – К., 2007. – С. 60–68.
- Богословська лексика української мови в ракурсі кодифікаційних процесів XX – початку XXI ст. // Науковий вісник Волинського національного університету імені Лесі Українки. – 2008. – № 2. – С. 49-54.
- Диференційні ознаки норми літературної мови // Культура слова. – 2011. – Вип. 74. – С. 34–43.
- Поняття «мовна особистість» в українському мовознавстві: Історіографічний аспект // Наукові записки ТНПУ ім. В. Гнатюка. Серія: Мовознавство. – 2012. – Вип. 1. – С. 172—180.
- Варіантність мовних засобів у сучасній українській літературній мові (соціолінгвістичний аспект) // Наукові записки ТНПУ ім. В. Гнатюка. Серія: Мовознавство. – 2014. – Вип. 1. – С. 182—187 (співавтор).

## Цитата
|  | Культуромовна діяльність потребує об'єднання зусиль багатьох державних інституцій. Але найбільшою мірою мовна ситуація залежить від кожного з нас, від рівня нашої мовної свідомості. Тож плекаймо повсякчас рідне слово! |